# Camille Dognin
Pour les articles homonymes, voir Dognin (homonymie).
Michel dit « Camille » Dognin, né à Lyon le 28 janvier 1812 et mort à Cannes le 17 novembre 1886, est un industriel et botaniste amateur français, spécialisé dans l'acclimatation. Il dirige les industries Dognin & Cie de 1834 à 1864, puis se consacre à sa passion pour la botanique en réalisant un jardin d'acclimatation dans sa propriété cannoise, la villa Valetta. 

## Dognin & Cie
Camille Dognin s'associe en 1834 à la société de tulles et dentelles créée par son père, Dognin & Fils. Il participe largement à son développement notamment en faisant passer en contrebande d'Angleterre des métiers bobins, servant à tisser le tulle de soie. Ces métiers lui permettent de développer de nouveaux types de tulles et d'en augmenter largement la production. 
Il est également, par son association avec Augustin Isaac, le premier à appliquer le Jacquard au métier bobin pour obtenir, de façon mécanique et industrielle, une imitation de la dentelle de Chantilly ou de la Blonde, alors appelée tulle de France. Cela lui vaudra une médaille d'argent à l'exposition nationale de 1844 et la légion d’Honneur en 1863. Un an plus tard, ses fils, Émile et Paul, reprennent l'affaire.

## Villa Valetta
Vers 1875, Camille Dognin entreprend la création d'un jardin botanique dans son domaine cannois de la Villa Valetta, acquis au cœur de la Californie. Jusqu'en 1879, avec Pierre Riffaud, il réalise d'importants travaux de terrassement et de plantations pour créer un jardin paysager de 1,9 ha avec de nombreux végétaux exotiques dont des phoenix canariensis, pritchardias, latanias, bouquets de laurier-rose, néfliers du Japon, dracaenas et pritchardias, disposés en groupes et bosquets sur des pièces de gazon bordés de plates-bandes fleuries. La maison à façade ordonnancée sans travées alternent des pilastres à bossages et des arcs en plein-cintre à bossages un-sur-deux et est tapissée de glycines et de bougainvillées. De part et d'autre de la maison, deux avenues bordées de gazons talutés et de rangées de sabal palmetto habillés de rosiers grimpants. Vers l'est, une allée régulière bordée de cyprès conduit à un point de vue entouré de balustrades et d'urnes de pierre bondées de fruits, centré d'un bassin avec une fontaine à trois vasques. Le bassin donne sur une grotte artificielle avec des voûtes d'arêtes reposant sur un pilier central sculpté d'un faisceau de roseaux maintenus par des bossages un-sur-deux. À proximité, une mare, garnie de plantes aquatiques, avec une cascade et une île alimentant une fausse rivière qui se jette dans une autre mare où poussent nénuphars, caladiums du Brésil et papyrus. La rivière est traversée par une succession de gués et de ponts, dont un à trois arches recouvertes de clématites.
| - Façade Sud - Allée et façade ouest - Allée et façade ouest |

Avant son décès Camille Dognin cède la partie sud du domaine à Gaston Menier qui y fait construire la villa Camille-Amélie, le reste du domaine est vendu par ses enfants à sa mort. Il ne reste des collections végétales d’origine de ce jardin que quelques éléments à fort développement, enregistrés au répertoire du patrimoine sous le nom de Jardin de la villa Valetta et intégrés aux résidences collectives qu'abrite aujourd'hui le terrain. Camille Dognin repose au cimetière de Cannes.